# Sorry Somehow
Sorry Somehow – minialbum zespołu Hüsker Dü. Został wydany w listopadzie 1986 przez wytwórnię Warner Bros. Materiał nagrano między październikiem 1985 a styczniem 1986 w Nicollet Studios w Minneapolis oraz podczas koncertu 5 września 1986 w „The Roxy Theatre” (Hollywood). Minialbum i singel promowały płytę Candy Apple Grey.

## Lista utworów

### wersja 12" (minialbum)
1. „Sorry Somehow” (G. Hart) – 4:25
2. „All This I’ve Done for You” (B. Mould) – 3:09
3. „Flexible Flyer” (G. Hart) – 4:04
4. „Celebrated Summer” (B. Mould) – 4:46
5. „Fattie” (B. Mould, G. Hart) – 5:31

### wersja 7" (singel)
1. „Sorry Somehow” (G. Hart) – 4:25
2. „All This I’ve Done for You” (B. Mould) – 3:09

## Skład
- Bob Mould – śpiew, gitara
- Greg Norton – gitara basowa
- Grant Hart – śpiew perkusja

produkcja
- Bob Mould – producent
- Grant Hart – producent
- Steven Fjelstad – inżynier dźwięku (1-3)
- Lou Giordano – inżynier dźwięku (4-5)